# Championnat d'Europe de beach soccer
Le Championnat d'Europe de beach soccer, plus connu sous le nom d'Euro Beach Soccer League, est la plus importante compétition masculine européenne de beach soccer entre nations. Lancé en 1998, cette compétition se divise en plusieurs étapes durant l'été et voit s'affronter différentes nations du vieux continent. Une super-finale est organisée à la fin de l'exercice pour désigner le vainqueur.

## Histoire
Fondé en 1998 sous le nom d'European Pro Beach Soccer League, la compétition permet aux équipes nationales de beach soccer de s'affronter dans un format ligue au cours des mois d'été. Chaque saison se termine avec une super-finale pour décider le vainqueur. L'Allemagne remporte le premier trophée et l'Espagne 4 des 6 premières éditions.
En 2004, dix-sept pays sont présents, ce nombre passant à plus de vingt pour l'édition 2005, contribuant à considérablement élargir la couverture télévisée de la série et de la demande sans précédent de promoteurs dans plus de soixante-dix pays qui cherchent à organiser des manifestations. La BSWW décide alors de changer le format de la compétition en plusieurs tournois avec une super-finale à la fin de la saison. Un premier groupe est constitué des meilleurs nations puis deux autres d'équipes de niveau jugé inférieur. Pour le tournoi final, les meilleures nations des deux derniers groupes affrontent les sélections membres du premier.
En 2006 et 2007, les cinq meilleures équipes sont qualifiées pour la Coupe du monde de beach soccer de la même année.
En 2009, la BSWW réorganise le concept de l’EBSL et divise la Ligue deux divisions : la division A, dont les participants jouent 2 des 4 épreuves de la phase régulière et qui comprend les huit meilleures équipes d'Europe, et de la division B, avec ceux classées de la 9e à la 17e place,. Pour l'édition 2013, la division A est augmentée à 12 équipes et deux étapes sont mises en place en réponse au nombre croissant d'équipes souhaitant prendre part à la compétition.

## Format
4 équipes de Division A participent à chaque événement, ils jouent tous les uns contre les autres dans un format Round Robin à compter de deux matchs par jour pendant trois jours. Chaque équipe gagnante reçoit 3 points, 2 unités si la victoire est en prolongation ou aux tirs au but et 0 s'ils sont défaits. L'équipe avec plus de points gagne de chaque évènement est automatiquement qualifié pour la Super Finale. Seulement les 6 meilleures équipes de la division A participe à la Super Finale tandis que le 8e doit se battre contre les gagnants de la division B lors de la Finale de promotion pour se maintenir.
Dans la division B, le vainqueur de chaque tournoi ainsi que le meilleur deuxième équipe se qualifient pour la Finale de promotion. Chaque équipe participe à un seul événement de la phase régulière et seul le vainqueur est promu.

## Palmarès

### Par édition
| Année | #  | Vainqueur    | 2e          | 3e          | 4e       |
| ----- | -- | ------------ | ----------- | ----------- | -------- |
| 1998  | 1  | Allemagne    | Italie      | Portugal    | Espagne  |
| 1999  | 2  | Espagne      | France      | Portugal    | Italie   |
| 2000  | 3  | Espagne (2)  | Portugal    | France      | Italie   |
| 2001  | 4  | Espagne (3)  | Portugal    | Italie      | France   |
| 2002  | 5  | Portugal     | Espagne     | France      | Turquie  |
| 2003  | 6  | Espagne (4)  | France      | Portugal    | Suisse   |
| 2004  | 7  | France       | Portugal    | Ukraine     | Italie   |
| 2005  | 8  | Italie       | Portugal    | France      | Suisse   |
| 2006  | 9  | Espagne (5)  | Portugal    | Pologne     | Italie   |
| 2007  | 10 | Portugal (2) | France      | Russie      | Espagne  |
| 2008  | 11 | Portugal (3) | Pays-Bas    | Russie      | Italie   |
| 2009  | 12 | Russie       | Portugal    | Italie      | Espagne  |
| 2010  | 13 | Portugal (4) | Italie      | Russie      | Suisse   |
| 2011  | 14 | Russie (2)   | Suisse      | Portugal    | Roumanie |
| 2012  | 15 | Suisse       | Russie      | Italie      | Roumanie |
| 2013  | 16 | Russie (3)   | Portugal    | Suisse      | Espagne  |
| 2014  | 17 | Russie (4)   | Espagne     | Portugal    | Suisse   |
| 2015  | 18 | Portugal (5) | Ukraine     | Russie      | Espagne  |
| 2016  | 19 | Ukraine      | Portugal    | Russie      | Espagne  |
| 2017  | 20 | Russie (5)   | Portugal    | Italie      | Espagne  |
| 2018  | 21 | Italie (2)   | Espagne     | Portugal    | Russie   |
| 2019  | 22 | Portugal (6) | Russie      | Espagne     | Italie   |
| 2020  | 23 | Portugal (7) | Suisse      | Ukraine     | France   |
| 2021  | 24 | Portugal (8) | Biélorussie | Italie      | Espagne  |
| 2022  | 25 | Suisse (2)   | Portugal    | Italie      | Espagne  |
| 2023  | 26 | Italie (3)   | Espagne     | Biélorussie | Portugal |
| 2024  | 27 | Portugal (9) | Italie      | Biélorussie | Espagne  |

### Bilan par nation
| Nation      | Vainqueur                                              | 2e                                                           | 3e                                   |
| ----------- | ------------------------------------------------------ | ------------------------------------------------------------ | ------------------------------------ |
| Portugal    | · 2002, 2007, 2008, 2010, 2015, 2019, 2020, 2021, 2024 | · 2000, 2001, 2004, 2005, 2006, 2009, 2013, 2016, 2017, 2022 | · 1998, 1999, 2003, 2011, 2014, 2018 |
| Espagne     | · 1999, 2000, 2001, 2003, 2006                         | · 2002, 2014, 2018, 2023                                     | · 2019                               |
| Russie      | · 2009, 2011, 2013, 2014, 2017                         | · 2012,2019                                                  | · 2007, 2008, 2010, 2015, 2016       |
| Italie      | · 2005, 2018, 2023                                     | · 1998, 2010, 2024                                           | · 2001, 2009, 2012, 2017, 2021, 2022 |
| Suisse      | · 2012, 2022                                           | · 2011, 2020                                                 | · 2013                               |
| France      | · 2004                                                 | · 1999, 2003, 2007                                           | · 2000, 2002, 2005                   |
| Ukraine     | · 2016                                                 | · 2015                                                       | · 2004, 2020                         |
| Allemagne   | · 1998                                                 | -                                                            | -                                    |
| Biélorussie | -                                                      | · 2021                                                       | · 2023, 2024                         |
| Pays-Bas    | -                                                      | · 2008                                                       | -                                    |
| Pologne     | -                                                      | -                                                            | · 2006                               |

## Récompenses individuelles
Les prix sont décernés par la Beach Soccer Worldwide.

### Par édition
| Édition | Meilleur joueur       | Meilleur buteur               | Meilleur buteur | Meilleur gardien       |
| Édition | Meilleur joueur       | Nom                           | Nbr             | Meilleur gardien       |
| ------- | --------------------- | ----------------------------- | --------------- | ---------------------- |
| 1998    | Amarelle              | Amarelle                      | 24 buts         | Non attribué           |
| 1999    | Madjer                | Quique Setién                 | 20 buts         | Zé Miguel              |
| 2000    | Amarelle (2)          | Amarelle (2)                  | 15 buts         | Abel                   |
| 2001    | Amarelle (3)          | Madjer                        | 40 buts         | Roberto Valeiro        |
| 2002    | Fruzzetti et Tamer Ay | Alan                          | 31 buts         | Roberto Valeiro (2)    |
| 2003    | Amarelle (4)          | Madjer (2)                    | 34 buts         | Adrian Lingenhag       |
| 2004    | David Cordón          | Madjer (3)                    | 30 buts         | Roberto Valeiro (3)    |
| 2005    | Cristiano Scalabrelli | Amarelle (3)                  | 37 buts         | Bruno Silva            |
| 2006    | Madjer (2)            | Madjer (4)                    | 30 buts         | Roberto Valeiro (4)    |
| 2007    | Dejan Stankovic       | Stankovic et Amarelle (4)     | 24 buts         | Andreï Boukhlitski     |
| 2008    | Madjer (3)            | Madjer (5)                    | 11 buts         | Reijer Ran             |
| 2009    | Madjer (4)            | Madjer (6) et Palmacci        | 7 buts          | Andreï Boukhlitski (2) |
| 2010    | Madjer (5)            | Dejan Stankovic (2)           | 8 buts          | Andreï Boukhlitski (3) |
| 2011    | Dejan Stankovic (2)   | Dmitry Shishin                | 7 buts          | Valentin Jaeggy        |
| 2012    | Dmitry Shishin        | Dejan Stankovic (3)           | 7 buts          | Valentin Jaeggy (2)    |
| 2013    | Ilya Leonov           | Dejan Stankovic (4)           | 9 buts          | Dona                   |
| 2014    | Noël Ott              | Llorenç et Peremitin          | 7 buts          | Dona (2)               |
| 2015    | Igor Borsuk           | Dejan Stankovic (5)           | 13 buts         | Elinton Andrade        |
| 2016    | Bê Martins            | Paolo Palmacci (2)            | 7 buts          | Vitaliy Sydorenko      |
| 2017    | Artur Paporotnyi      | Noël Ott                      | 9 buts          | Maxim Chuzhkov         |
| 2018    | Llorenç Gomez         | Ihar Brysthel                 | 8 buts          | Simone Del Mestre      |
| 2019    | Jordan Santos         | Emmanuele Zurlo et Cem Keskin | 8 buts          | Maxim Chuzhkov         |
| 2020    | Léo Martins           | Dejan Stankovic (6)           | 8 buts          | Elinton Andrade (2)    |
| 2021    | Léo Martins (2)       | Boris Nikonorov               | 10 buts         | Kanstantsin Mahaletski |
| 2022    | Noël Ott (2)          | Léo Martins                   | 13 buts         | Elinton Andrade (3)    |
| 2023    | Marco Giordani        | Noël Ott (2)                  | 15 buts         | Leandro Casapieri      |
| 2024    | Bê Martins            | Jordan Santos                 | 11 buts         | Pedro Mano             |

### Joueurs rémarquables
Joueurs ayant remporté plus d'une fois un trophée individuel de l'Euro Beach Soccer League.
| # | Meilleur joueur     | Meilleur buteur                | Meilleur gardien                          |
| - | ------------------- | ------------------------------ | ----------------------------------------- |
| 1 | Madjer (5)          | Madjer et Stankovic (6)        | Roberto Valeiro (4)                       |
| 2 | Amarelle (4)        | Amarelle (4)                   | Andreï Boukhlitski et Elinton Andrade (3) |
| 3 | Dejan Stankovic (2) | Paolo Palmacci et Noël Ott (2) | Valentin Jaeggy et Dona (2)               |
| 4 | Léo Martins (2)     | -                              | -                                         |
| 5 | Noël Ott (2)        | -                              | -                                         |